# Stemonurus apicalis
Stemonurus apicalis är en järneksväxtart som beskrevs av John Miers. Stemonurus apicalis ingår i släktet Stemonurus och familjen Stemonuraceae. Inga underarter finns listade i Catalogue of Life.